# Айгабац
Айгаба́ц (арм. Այգաբաց, до 24.06.2010 года - Айгебац) — село в Армении, в Ширакской области.

## География
Община села Айгабац Ширакской области, находится на северо-западе страны, примерно в 9 км к югу от города Гюмри.

## Экономика
Население занимается скотоводством и земледелием.